# Казикумухское ханство
Казикуму́хское ха́нство (лак. Лакрал-Кану, Гъазигъумучиял ханлугъ) — феодальное государственное образование, существовавшее на территории Дагестана после распада Шамхальства в конце XVI — начале XVII веков. С 1789 года ханство официально стало именоваться Кюра-Казикумухским ханством. В 1812 году ханство было разделено на две отдельные ханства — Казикумухское и Кюринское. 17 июня 1820 года Казикумухское ханство было официально присоединено к Кюринскому ханству и ханство опять стало именоваться Кюра-Казикумухским ханством.
Столицей ханства было село Кумух. Другой столицей ханства был Хосрех, где правители Кумуха имели свою укрепленную резиденцию. Наиболее крупными населёнными пунктами являлись сёла Кумух, Кули и Хосрех. Число жителей в XIX веке оценивается в промежутке от 47-50 до 108 тысяч человек. В 1859 году, территория ханства вошла в качестве Казикумухского округа в состав Дагестанской области.

## Основание ханства
Шаухал Казикумухский указан в XIV веке при вторжении Тамерлана. «Шамхал Казикумухский и Аухарский с 3000 чел шёл на подмогу жителям Ужгутже.» Узко-родовая (семейная) принадлежность князя Алибека, основателя рода гази-кумухских князей, точно не установлена. Исследователь Л. И. Лавров на основании найденной им в 1950‑е годы на одном из надмогильных каменных памятников в лакском Кумухе надписи «Алибек, сын Будай-шамхала, погибшего в сражении в Кабарде в 1566‑1567 гг.» без какой‑либо аргументации выдвинул предположение о том, что известный по документам конца XVI — первых десятилетий XVII в. Алибек Кази-Кумухский был из рода шамхалов. Однако эта версия генеалогическими данными никак не подтверждается. Так, среди имен сыновей Алибека нет сына по имени Будай. Согласно же исторической традиции имя-наречения у лакцев одного из сыновей (обычно старшего) Алибек должен был бы назвать в честь своего славного предка Будая. Сына с таким именем у него нет. Есть сыновья Тучилав (Чучолов), Сурхай и Мухаммад-хан. Первый из них был старшим и наследовал ему. С этим именем связана иная версия отцовской принадлежности Алибека.
В шамхальской родословной, связанной с рассматриваемой эпохой, есть Тючилав Бурханетдин-бек, брат и соратник Чупан-шамхала, личность широко известная в истории османско-кумухских отношений в последней четверти XVI века. В «Нусрет-наме» он представлен как «Авар Забити Тучалав Бег», то есть как «завоеватель Авара Тучалав Бек». Ему же в период османских завоеваний на Кавказе (1577‑78 гг.) был отдан санджак Ахты Ширванского вилайета. Это подтверждается сведениями османского историка, современника этих событий Ибрахим Эфенди Печеви. Таким образом, этот Тючилав-бек и был отцом Алибека, авторитет и влияние которого в эту эпоху, видимо, объяснялось родством с османами — его дочь Рабиа-Михридиль была замужем за полководцем и садразамом (премьер-министром Османского Двора) Осман-пашой Оздемир оглу. После смерти первого мужа она вышла замуж за Хасан-пашу, губернатора Боснии, сына садразама Двора Мехмет-паши Соколлу. Могилу Тючилава (он же Бурхан-ет-Дин), которого турецкий путешественник Эвлия Челеби видел среди могил шамхальской знати в Эндирее в период его пребывания там в 1666 году.
Само княжество образовалось в конце XVI в. — начале XVII в. Об этом говорит тот факт, что в турецких документах в 1581‑1586 гг. упоминаются владение Андиян-бека, владение Султан-Мирзы (Султан-Мута), владение Карабудак-бека и Буйнакское владение Магомед-бека (Мехмет-бека), Эрпелинское владение «Исмаила и Кейхусрева». Не упоминаются ни Дженгутеевское, ни Кази-кумухское владения. А в перечне 1598 года дербентца Уллаги уже фигурирует Алибек Казикумухкий. Это владение Алибеку, одному из потомков шамхалов, скорее всего, было выделено в удел как новозавоеванная земля с центром в Гази-Кумухе, и потому к его названию и прикрепился по традиции эпитет «гази». Оно просуществовало до середины XVII века, а именно до 1641 года. Первоначально, очевидно, включало часть территории будущего Мехтулы, аваро- и даргинонаселенные территории. Основателем Кази-Кумухского владения вполне обоснованно считается князь Алибек. В русских исторических источниках конца XVI — начала XVII вв. он фигурирует под именем «Казикумыхкого князя Алибека» («Казикумыхкий Алибек-князь»). Кази-Кумухское владение, где правил князь Алибек, выделилось из шамхальства в конце XVI века, а именно где‑то в начале 90‑х годов, несомненно, как территория, населенная лакцами. Центром владения Алибека было лакское селение Кумух в Нагорном Дагестане. По сведениям источников, у «князя Алибека з братьею» было «с 500 человек конных». Алибек рисуется русскими источниками как весьма влиятельный в Дагестане владелец. По сведениям источников, он находился «в одиначестве» со своими двоюродными братьями — с Гиреем и Ильдаром Тарковскими, и в 1610 году он вместе с ними шертовал на верность Москве.

## Государственное устройство

### Хан
Хан — это титул казикумухских правителей, который в свою очередь имеет тюрко-монгольское происхождение. Лакцы своих ханов именовали «халклавчи». Сама этимология слова «халклавчи» до сих пор вызывают споры. По одной из версии, «халклавчи» происходит от арабского «халк» — народ и лакского лавай, которое им переводится как высший, превосходный.
Казикумухские ханы происходили из рода шамхалов, которые по происхождению были, по одной из версии арабами, а по другой — тюрками. Род этих феодалов назывались симирдары. Слово симирдары (или симирдалы), согласно Али Каяеву, образовалось от лакского слова цуму — прекрасный, благородный, чистый. То есть, чистые ханы. Чистые же означает, что к ним ни с материнской стороны, ни с отцовской стороны никогда не были примешаны уздены (свободные) и лаги (рабы).
Али Каяев пишет: 
В старину ханы и их тухумы были благородными, а остальной народ в сравнении с ними низким (по происхождению).
При этом лакский историк А. Г. Булатова считала, что под словом «Симирдальский» (или Симирдары) местные жители называют могилу шамхалов в Кумухе, связывая это название с названием столицы хазаров Семендер.

### Верховный совет
Политическая система Казикумухского владения не изменилась и осталась прежней со времен шамхальства. Ханство управлялось верховным советом, известным на лакском как «кьатl», а на персидском как «диван», в заседаниях которого участвовали визири, кадии, военачальники и правитель. Органы местного самоуправления составляли джамаат, совет старшин, судья и исполнитель. Полицейские функции исполняла ханская гвардия нукеров.
Несколько гази-кумухских высокопоставленных домов практически узурпировали места в совете («кьатI»), и по существу, сделали свою власть наследственной, что подкрепляет версию того, что правление, установленное в ханстве представляло собой олигархическую.

На счёт правосудия имам Шамиль говорит:
у меня в имамате был шариат, мирные горцы судились по адату, а у Шамхальцев, Аварцев и Казикумухцев не было ни того, ни другого: законом их были ханская воля, ханский каприз.

### Территория
Государство лаков состояло из одной Лакии с такими территориями как «Ккуллал», «Ури-Мукарки», «Маччайми», «Вицхи», «Гумучи» и «Бартки».
Число только лакских сёл в ханстве было около 97 с населением до 34 000 душ.
Сословия в Лакии были следующие — Баги, чанки, уздены, раяты, лагхат.
Багтал — родственники хана. Крупные землевладельцы. Зачастую имели своих вооружённых нукеров которые сопровождали их даже на развлечения вроде охоты. Обычно баги добавляли к именам своих сыновей приставку бек (по-лакски баг) к примеру Асланбаг, Халилбаг, Алхулавбаг, Халидбаг и тд. Тоже самое делали и чанки. Опасно было это делать только раятам.
Чанкри — внебрачные потомки Казикумухского хана от незнатной женщины или пленницы или же потомки от брака хана и незнатной женщины или пленницы. Чанки жили в некоторых сёлах ханства и образовали целые тухумы чанков. Они не имели преимущества ханской семьи так как были «побочными» детьми, жили как и уздены но в то же время были более привилегированны. Чанки роднились между собой и достойными узденами а уздены охотно роднились с чанками. Чанки были вне дел ханского дома, хотя могли получить что то от отца или другого родственника феодала. В 1867 г. сословно-поземельная комиссия в разных лакских селениях Казикумухского округа (Кумух, Халапхи, Дучи, Бегеклю, Пара, Марки, Цущар, Кули) определила и признала 48 человек потомков хана Сурхая-Хъунбутта, которые были наделены царской администрацией всеми привилегиями для «знатной» верхушки. На поддержку отпрысков ханских семей министерством финансов было передано 40062 руб 40 коп. Так же в 1886 году, во время переписи в лакских сёлах, указывались хозяйства чанков, наибольшее количество отмечено в Кумухе и Кули.
Если некоторые тухумы лакских чанков вели происхождение от Сурхай-хана Кази-Кумухского то насчёт многих, как пишет А. Каяев, ничего не известно, они сами не знают, от кого происходят.
Уздан - это основное население Лакии. Узданса переводился как свободный человек или вольный горец. Узденские тухумы составляли большинство лакских тухумов. Узден жил тем, чего добился. Он мог быть как богатейшим жителем своего села, крупнейшим барановдом и землевладельцем так и самым нищим должником и пьяницей. Узден мог держать рабов и в целом был волен на все что вздумается если не нарушает закон или не «переходит дорогу» хану который имел полную власть. Уздены это был оплот Лакии, Даже дикий Аглархан боялся узденей как огня, поэтому всячески пытался демонстративно принизить, уздена словом или делом и так же демонстративно задобрить какое нибудь ничтожество например своего раба-холопа нукера. Так же Аглархан устраивал провокации и травлю между узденами из разных тухумов, что бы в конфликте они ослабили друг друга. Уздены негативно относились к раятам и не роднились считая их обречёнными батраками, и могли не стесняться в выражениях по отношению к ним, а также порой во время конфликта могли бросить колкое слово о своих сельчанах чанках как о рождённых от внебрачной порочной связи, однако исходя из ханских реалий и преимуществ тухум узденов роднился с тухумом чанков. А чанки живя в селении опирались на узденов.
Ряият — крепостные. Так же отличались лаги — рабы. Раяты имели свои тухумы, они были обязаны платить хану и работать на хана. Раяты роднились между собой. Даже после ликвидации ханства они продолжали платить бекам. Это были в основном потомки посаженных на землю пленников.
На территории ханство имелись целые селения, которые состояли из «лагов» (рабов): Тулизма, Хулисма, Тухчар, Бурши, Хосрех, Сумбатль, Цыйша, Хури, Хурхи, Шара. По одним сведениям, 16 селений в Лакии были раятскими, по другим — их было значительно больше. Лишь после ликвидации ханства, российская администрация освободила ряд лакских селений от рабской зависимости и запретила работорговлю.
В таких крупных селах как Кая, Цовкра-1, Вихли проживали исключительно уздентал (узедены) в Хосрехе проживали все сословия, тухум старосты Хосреха был чанки, хан постоянно назначал старосту Хосреха из этого тухума. В селении Кули проживали уздентал (уздены) и чанки (чанкри) некоторые кулинские чанки были потомками Сурхай-хана ll и за это даже после ликцидации ханства получали привилегии от властей. Тухумы некоторых чанков были настолько древние что они сами уже сами незнали от какого именно феодала происходят. Принадлежность к тухуму переходила по мужской линии от отца. некоторые тухумы происходили от соседних дагестанских народов покинувших свою родину за какое либо преступление а так же от военнопленных из Грузии и других областей. Часть жителей Ахты, из тухума Къабанар, в XVIII веке переселилась в лакское селение Кумух. В селении Кули одним из крупных тухумов был Къарахъи, основанный аварцем которого с родины прогнали за убийство односельчанина. Мухаммад-хан перебил часть жителей соседнего с Кумухом селения Табахлю(Гухал) за то что они его не признавали, (гухальцы вступали в переговоры даже с другими владетелями против Мухаммад-хана) Мухаммад-хан совершенно разорил и уничтлжил село перебил часть жителей, выжившие Гухальцы спасаясь разошлись по другим сёлам Лакии а некоторые и прочим селам Дагестана. Гухальцы всегда сохраняли память о своей родине. Есть сведения что тухум Имама Шамиля происходил из Табахлю(Гухала). Глава семейства порой мог принять решение добровольно поселиться близ селения вместе со своей семьей, жёнами и детьми. Такие поселения лакцы назвали «Мащи» близкое к даргинскому «Махи». Такое переселение с семьей в отдалённый хутор делалось в целях экономической целесообразности, так как глава семейства мог спокойно держать скот вокруг своего домовладения, ставить пасеку с пчёлами, разводить птиц, никто не мешал и не было постороннего населения кроме жены или нескольких жён а так же детей то-есть все поселение подчинялось исключительно главе и не было никаких старшин, старост, старейшин и остальных. Работая исключено на себя и своё хозяйство, такие мащи чаще всего процветали а в особенности цвёл Бухцанах. Некоторые мащи разрастались и становились сёлами.
Такие села как Вачи, Кая, Кули, Вихли выступали активно против ханского притеснения и даже запрещали проезд ханским людям через свои территории разорвав к середине 18 века все отношения с Кумухом. Вероятно к этим аулам можно отнести Лахир и Хуна
«Лаки подобно хунзакцам, имели всегда в Дагестане важное значение. Одно время, при Сурхай-хане ll, в начале пришедшего столетия их влияние простиралось на весь нынешний Южный Дагестан и Шемаху.»
Язык
Начав своё становление на лакской территории, жители присоединённых земель аварцев, арчинцев, буркун-даргинцев, агульцев, лезгин, рутульцев и др. общались на своих языках. Последний хан Аглар-хан отданный в аманатом в плен русским в детстве имел некоторое понимание русского языка.
В селении Багикла жители говорили на аварском, затем постепенно проник лакский язык и сменилось национальное самосознание. Лакские тухумы осевшие в Курахе и в некоторых других сёлах Кюри, помимо лакского языка, проживая в Кюре выучили и лезгинский язык, а после второго разделения ханства уже начали ассимилироваться среди лезгин. Арчинцы помимо родного арчинского владели и лакским. Практически все жители соседних сёл Сюрги владели лакским языком хотя Сюрга никогда не входила в состав ханства и была совершенно независима. Русский язык среди части лакцев начал проникать в последний период ханства особенно с назначаем Абдурахман-хана а затем его брата Аглар-хана. Первоначально это была территория Кумуха. Затем Хури где располагался царский гарнизон. Общаясь с солдатами хуринцы кроме некоторых русских слов и терминов узнавали так же о огородничестве и тому подобном. В селении Аракул был совершенно отдельный лакский диалект. В Хосрехе несмотря на отдалённость, из за постоянного взаимодействия с Кумухом а так же статуса «второй столицы» диалект был кумухский в то время как в соседнем Кули свой кулинский. В Ашты язык был даргинский, диалект близкий к кубачинскому, военнопленные же поселённые ханами в Ашты так же переходили на даргинский. Кровник из другого народа нашедший убежище в иноязычных аулах ханства, переходил на язык жителей приютившего его, и в случае создания семьи на новом месте жительства его дети не знали отцовский язык и не имели никакой связи со старой родиной отца.
В селении Сукиях произошла жестокая расправа над целой семьей на почве мести. Преследуемая семья сбежала из Лакии, покинула территорию ханства и обратилась к Кайтагскому уцмию. Они поселились в самом центре территории расселения даргинцев, но поселились в такой местности, где жили совершенно обособлено от других даргинцев, на возвышенности окружённой лесом, их поселение стало называться Шадни. Проживая относительно изолировано и заключая браки между собой они сохранили лакский язык и национальное самосознание, но больше не были связаны с лакским народом и событиями происходившими на старой родине в покинутом ханстве.
Вооруженные силы
Пе первому сигналу из Кумуха все мужское население Лакии способное носить собиралось в течение 1-2х дней. Затем вся эта армия под предводительством хана вторгалась в соседние аварские, агульские, даргинские и другие общества. Присоединив часть иноязычных обществ к ханству, мужчины из этих обществ так же становились частью армии. После присоединения к ханству значительных территорий хан мог собрать армию до 20 тысяч человек.
Становлении армии.
Первая слава пришла к Сурхай-хану когда он в поединке один убил и ранил своих братьев недалеко от селения Ашты. В этом сражении Сурхай находясь в ярости даже не заметил как тяжело ранил свою руку, лишь после битвы он увидел во что превратилась его рука, из за этого ранения он получил прозвище Чулак. В этом сражении Сурхай выжил на счастье лакцам. Взяв власть в свои руки он ликвидировал самостоятельность лакских вольных обществ, объедил их и создал единую лакскую армию.
Во времена Сурхая началось противостояние дагестанского-суннитского лагеря против каджаро-шиитского.
«В 1712 году владелец лезгинский Дауд-бек и владелец казикумухский Сурхай взбунтовавшись против шаха, государя своего, город Шемаху приступом взяли и русских людей, там торговавших, порубили и имения их на четыре миллиона рублей похитили»
Сурхай-хан l, Гаджи-Давуд Мюшкюрский, Уцмий Ахмед-хан Кайтагский со своими войсками вторгались на территорию Закавказья, захватывали города освобождая их от власти шиитов. С этого периода начинается история постоянного противостояния ханства с иноземцами. Сурхай-хан l во время действий в Закавказье платил каждому своему солдату зарплату деньгами ежедневно. Это делало его ещё более популярным и помимо горцев пришедших с ним с Дагестана, к нему присоединялись различные местные суннитские жители. Во время похода Петра 1, Сурхай-хан отказался подчиняться ему, но вооружённого противостояние не произошло. В октябре Хаджи-Давуд, Сурхай-хан I Газикумухский и Ахмед-хан Кайтагский в течение недели осаждали Дербент, занятый русскими в ходе Персидского похода, и разоряли территорию вокруг него.
Сурхай раздражал, российских, турецких, иранских владетелей. Сурхай-хан Казикумухский отказался признать Договор, согласно которому Ширван переходил от Персии к Турции. Сурхай-хан требовал у Турции передачи Ширвана под свои владения. Турция отказала, но позднее передала Ширван Сурхай-хану I.
Так же началось его противостояние со своим бывшим союзником Гаджи-Давудом. Сурхаю удалось хитростью и осторожностью выбраться из сложившейся ситуации.
Казикумухское ханство со всеми его населёнными пунктами в период Мухаммад-хана сына Сурхай-хана описано Иоганн Антон Гильденштедтом в 18 веке. Причём все названия указаны по лакски. Кази-Кумух так же обозначен как Кумбаза из за большого рынка.
1. Кумбаза, или Казикумух; 2. Хукал 298; 3. Ницанукра; 4. Марки; 5. Хот; 6. Мукарки; 7. Урими; 8. Курки; 9. Жамакал; 10. Баласми; 11. Кехерчи; 12. Бюстами; 13. Шитул; 14. Канар; 15. Урайми; 16. Туржи; 17. Шукун; 18. Куби; 19. Куркул; 20. Куми; 21. Бехекул; 22. Ткамаши; 23. Карайми; 24. Кундими; 25. Кайахи; 26. Яхуйми; 27. Караши; 28. Хуими; 29. Кунаими; 30. Курул; 31. Шуними; 32. Дуртци; 33. Екер; 34. Ерчути; 35. Хур; 36. Хуракул; 37. Кукун; 38. Кен; 39. Вихул; 40. Пшиши; 41. Ткайми; 42. Уетчи; 43. Кеки; 44. Техчар; 45. Цумбатул; 46. Гул; 47. Кусрехи; 48. Шаукул; 49. Хукур; 50. Ушими; 51. Кубур; 52. Бухцанак; 53. Дучими; 54. Ткер; 55. Холесун; 56. Чаранвалди; 57. Курк; 58. Иар; 59. Чушул; 60. Хамиехи; 61. Цукул; 62. Кунцукул; 63. Докол; 64. Ткатлухалу, крепость; 65. Ихреки; 66. Мгрехи; 67. Тличехи; 68. Курахи; 69. Накачаиралт; 70. Ашаими; 71. Кекведи; 72. Гирхен; 73. Усун; 74. Хараги; 75. Чурпи; 76. Хурги; 77. Уста; 78. Кунки; 79. Ханклуги; 80. Камеки; 81. Худуци; 82. Кучур; 83. Чукун; 84. Мугрими; 85. Читими; 86. Кусруди; 87. Пшадами; 88. Дусрехи; 89. Шал; 90. Ерши; 91. Чилайми; 92. Цувади 299; 93. Кочаи; 94. Шере; 95. Чаукура; 96. Хосрен; 97. Акар; 98. Хурукла; 99. Уншурак; 100. Шахуа и Курула (4. Матки; 9. Чамакал; 14. Камар; 17. Турчи; 26. Яхаими; 29. Кимаими; 30. Куруи; 31. Шумми; 32. Дартци; 35. Хурти; 37. Кукури; 38. Кари; 40. Психиши; 41. Ткаами; 42. Уачи; 49. Хукар; 51. Кубер; 53. Дучуми; 55. Холесур; 58. Иат; 60. Харниехи; 64. Ткат-лухала; 69. Накачаирал; 72. Ширхен; 74. Гороши; 80. Карнеки. П)

## Правители

### Халклавчи Алибек I
Алибек I Газикумухский, в 1614 году присягнувший русскому царю, именован в русских документах не «Шевкалом», а «князем Кази-Кумыха», мог иметь титул «куклавчи», илиже «халклавчи». Комаров А. В. полагал, что титул «куклавчи», как вариант произношения «хокловчу», происходит от лакского слова «халклавчи», то есть «народом поднятый» или «над народом стоящий». Айдамиров А. З. считал, что термин «куклавчи» означает «предводитель отряда», от лакского «кьоькьа» — «отряд» и «лавчи» — «ведущий». Сам Алибек I был сыном Будая I. У него было три сына: Хозы Хан-мурза, Тучалав и Сурхай-мирза.

### Тучалав
Тучелав Газикумухский упоминался в русских источникак как «Чючолов» и «Тучалав», в 1619 году: «Чючолов мурза у отца своего Алибека князя казыкумыцкого и во всей Кумыцкой земле волен»; «Айдемир едет вскоре в Казикумухи и в Казикумухах де ему женитца у Тучалава Мурзы, а женясь де ему там и шевкальство дадут». У этого Тучалава были братья Сурхай и Мамет-хан.

### Халклавчи Алибек II
После перенесения столицы шамхальства в Тарки, Гази-Кумух стал столицей ханства. В 1642 году правителем Гази-Кумуха с титулом «халклавчи» был избран Алибек II, сын Тучелава, сын Алибека I, сын Будай-шамхала.

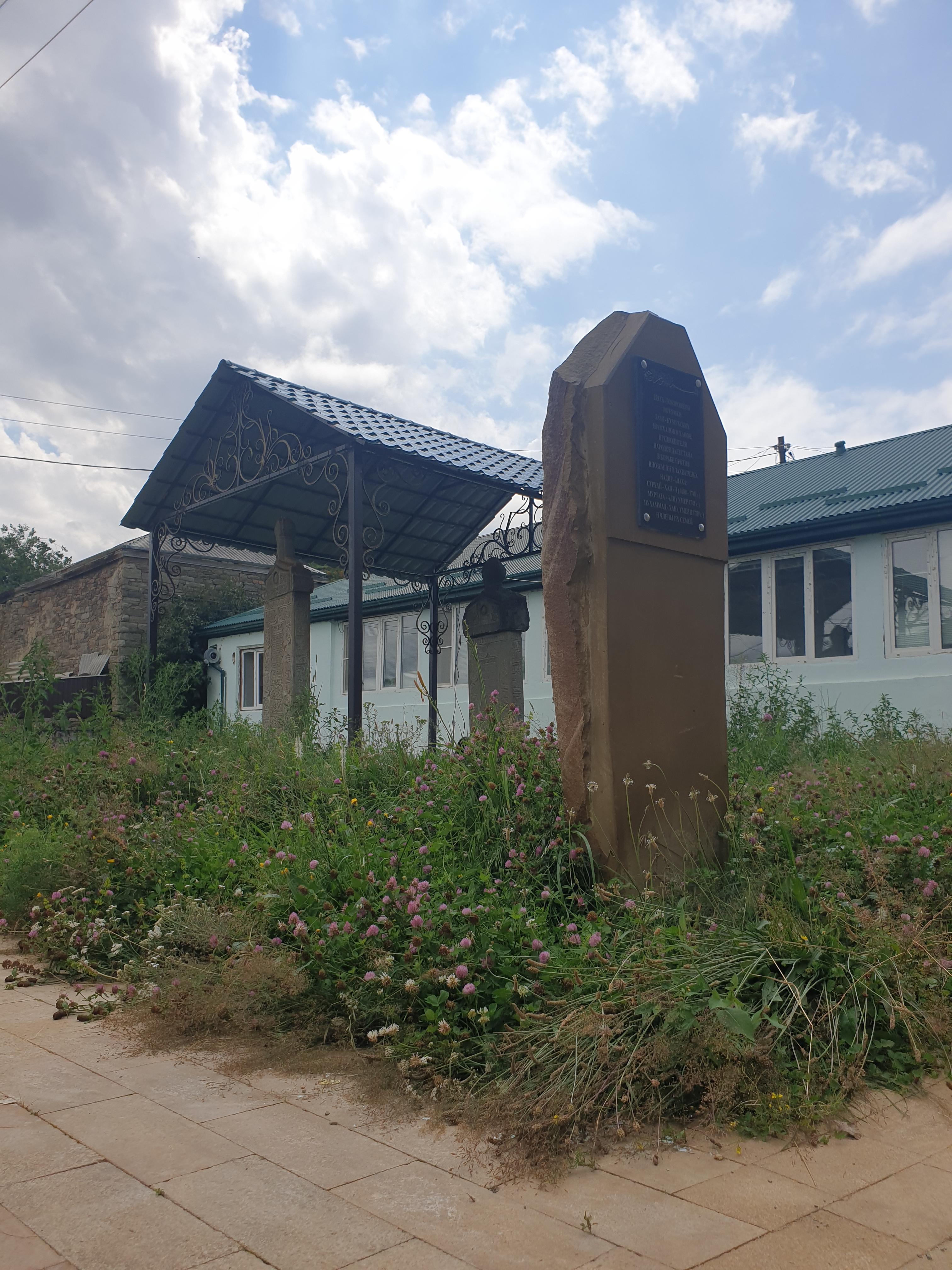
Кладбище ханов в Кумухе, где похоронены Сурхай-хан I, Муртаза-Али, Мухаммад-хан и члены их семей

### Сурхай-хан I

#### Анти-иранское движение
Антииранским движенияем в первые два десятилетия в XVIII века в Дагестане были охвачены лезгинские и лакские земли. Выступление лезгин возглавил Хаджи-Давуд, а лакцев Сурхай-хан I.
Недовольство населения Ширвана властью персов привело к восстанию. В 1707 году население Джарии и Цахура под предводительством своих старшин напало на Шемаху, резиденцию ширванского правителя. В 1708 году из Кахетии выступили иранские войска под командованием Имам-Кули-хана, которые подавили восстание. В 1710 году Сурхай-хан I сформировал Газикумухскую армию.

#### Нападение на Ширван
В 1721 году 21 июля, Сурхай-хан I и Хаджи-Давуд совершили нашествие на Шемаху, важнейший торгово-экономический центр в Ширване. С помощью местных суннитов дагестанцы овладели Шемахой. Англичанин Д. Хонвой писал, что «город был разграблен».

#### Поход Петра I
В 1722 году в Дагестан вступила 112-тысячная армия Петра I. По одной из версий причиной похода Петра I послужило восстание лезгин и лакцев против шаха Персии и захват ими Шемахи. Сурхай-хан I во главе Газикумухской армии выступил против Петра I, но вооружённого столкновения не произошло. Полковник А. К. Комаров писал: «12 сентября 1723 года шахом Тахмаспом России был уступлен весь прикаспийский край от Астрабада до Сулака, но Кази-Кумух не вошел сюда. Значение Кази-Кумуха достигло высокой степени в Дагестане».
В 1724 году Сурхай-хан I отказался признать Стамбульский договор, согласно которому Ширван переходил от Персии к Турции. Сурхай-хан I требовал у Турции передачи Ширвана под свои владения. Турция отказала, но позднее передала Ширван Сурхай-хану I.

#### Управление Ширваном
В 1725 году (по другой версии в 1728) Турция издала фирман, согласно которому Сурхай-хан I считался правителем Ширвана, как турецкой провинции. Согласно Буткову, Сурхай-хан I не подчинялся Турции, «так как понимал свою силу». Сурхай-хан I, получив титул хана Ширванского и Газикумухского, сделал Шемаху своей резиденцией, строил крепости и дороги, открывал суннитские школы. В Шемахе чеканились монеты Сурхай-хана I.
Гусейнов писал: «Еще в июле 1730 года Надир предложил Сурхаю должность вассального Ирану наместника Шемахи. Сурхай-хан I отказался». В 1733 году Надир, как главнокомандующий персидских войск, разбил турецкую армию близ Багдада. Был заключён Багдадский договор, по которому Турция передавала Персии свои провинции, среди которых числился Ширван.
Генерал Надир послал своего курьера к Сурхай-хану I, управлявшему Ширваном, требуя, чтоб он покинул Ширван. Сурхай-хан I написал Надиру письмо, сообщая, что Ширван был завоёван силою дагестанских мечей, а не преподнесён Турцией ему в подарок, и что ни Султан Турции, ни Ахмед Багдадский и другие не имеют никакого права требовать от него сдачи этой территории. Сурхай-хан I в своей политики отражал волю дагестанцев и ширванцев, которые были против власти персов. О тяжёлых налоговых обязательствах и условиях жизни населения, подвластного Ирану в Закавказье, писал ещё Есаи Хасан Джалалян: «Слишком тяжело было ярмо и переносить его было невозможно».

#### Первое вторжение
В 1734 году 17 августа генерал Надир, выступив в нескольких направлениях, захватил Шемаху, Хачмас, Кабалу и Дербент. Войско Сурхай-хана I сошлось с Надиром в Деве-батане, недалеко от Кабалы, где горцы и турки потерпели поражение от мощной артиллерии противника. Продвигаясь далее, артиллерия Надира три дня штурмовала позиции Сурхай-хана I у реки Койсу и прибыла в Кази-Кумух. Генерал-аншеф В. Я. Левашов писал, что «от великой пушечной стрельбы Сурхай устоять не мог». Сурхай-хан I отступил в Андалал. Надир затем направился против Абдулла-паши, стоявшего с турецкими войсками близ Еревана.
Крымский хан Каплан-Гирей по приказу турецкого султана сместил Хасбулат-шамхала и назначил новым шамхалом Эльдар-бека Казанищского, союзника Сурхай-хана I. Эти события послужили поводом для второго похода Надира в Дагестан.

#### Второе вторжение
В ноябре 1735 года Надир с боями захватил Джарию, Дербент, Табасаран, Курах и Ахты. В декабре Надир двинулся на Маджалис. «Акушинцы упорно защищались, но были разбиты», отмечал Бакиханов. Персидские войска захватили крепость правителя Кала-корейш.
Надир затем направился со своим войском в Кази-Кумух. Сурхай-хан I укрепился в ущелье недалеко от Кази-Кумуха, где произошло сражение 30 тыс. войска Надира с 10 тыс. отрядом Сурхай-хана I. «Земля была окрашена кровью как Джейхун», писал иранский историк Мухаммед Казим. Историк Джонс писал: «яростное море армии завоевателя устремило свои волны на обиталища и поля Кумуха, а владения всех жителей этого места были опустошены». Сурхай-хан I отступил в Андалал. Надир, разграбив аулы лаков, и ввиду зимы, отказался от похода в Андалал.
Российская военная администрация на Северном Кавказе сообщала о строительстве уцмием Ахмед-ханом и Сурхай-ханом I десяти каменных укреплений, оснащённых пушками. И. Калушкин при персидском дворе сообщал в сенат в Москве, что «Сурхай-хан опустошил Дербентскую крепость, разбив войско Мехти-хана, напал на старую Шемаху».
Надир назначил Ибрагим-хана верховным правителем Ширвана и Дагестана. Ибрагим-хан подчинил своей власти Ширван, затем пригласил дагестанских правителей на встречу, но они отказались. В 1738 году во время сбора налогов население Джара восстало против персов. Против джарцев выступил Ибрагим-хан с шахским войском. На помощь джарцам пришли, табасаранец и хиналугцы, которые нанесли поражение шахским войскам Ибрагим-хана.

#### Третье вторжение
2 июля 1741 года Надир-шах во главе 100-тысячной армии вторгся в Дагестан и заявил: «Я взял под свою власть Индустан, земли Турана и Ирана. А теперь я пожелал с огромным и бесчисленным войском захватить царство Кумух». Историограф шаха Мирза-Мехти Астарабади писал: «Знамёна, которые покорили мир, покидают Иран и продвигаются в Дагестан».
Персы приняли сильные бои в Башлы, Бедюке, Табасаране, Кайтаге и Дженгутае. Первая колонна персов во главе с Надир-шахом понесла в южном Дагестане большие потери. Мухаммед Казим, историк Надир-шаха, писал, что «в течение двух часов отряды Сурхая не прекращали огня из ружей, и все 20 тысяч хорасанских и туркестанских стрелков Надира покинули этот мир», за что Надир-шах казнил некоторых своих военачальников. В середине августа Сурхай-хан I отступил в Газикумухскую крепость, но через неделю сдался. Его сыновья, Муртазали-бек и Мухаммад-бек с 5-тысячным войском ушли в Андалал для организации нового сопротивления.

### Муртазали-хан

#### Избрание
С пленением Сурхай-хана I, его сын Муртазали-бек стал ханом Кази-Кумуха и взял на себя функции предводителя армии.

#### Андалальская битва
В 1741 году в конце августа Надир-шах, во главе основной колонны, подошёл к территории Андалала. Согратль на это время стал военным центром дагестанцев. Муртазали-хан во главе своей армии укрепился в Андалале. Тяжелые бои шли четыре дня и четыре ночи, в районе сёл Согратль, Мегеб, Чох и Обох. Персидская армия отступила на плато Турчидага.

#### Победа над персами
На плато Турчидага 12 сентября развернулось решающее сражение, где пала большая часть персидского войска. Другая колонна Надир-шаха, шедшая из Дженгутая в Андалал, была разбита Ахмад-ханом Мехтулинским. Французский дипломат в Петербурге маркиз де ла Шетарди писал: «Поражение было тем более значительно, что Надир-шах дал заманить себя в ловушку и попал в ущелье, где скрытые с двух сторон войска произвели ужасную резню над большей частью его армии». Ночью 28 сентября шах отступил, потеряв убитыми около 40 тысяч персов, по мнению И. Калушкина.
Муртазали-хан преследовал отступающих персов вплоть до Дербента. Калушкин сообщал, что «шаха так жестоко били, что его самого принуждали троекратно к обороне назад оборачиваться». Как сообщалось: «В Стамбуле давали салюты. В Петербурге не могли скрыть радость и облегчение».

### Мухаммад-хан

#### Избрание
В 1743 году на престол Газикумухского государства взошёл Мухаммад-бек, сын Сурхай-хана I. К Мухаммад-хану из Турции прибыл Сам-Мирза II, «чудом спасшийся сефевидский принц». Мухаммад-хан решил завладеть Ширваном и помочь Сам-Мирзе достичь трона Персии. Турция обещала поддержать его, как писал турецкий министр: «Когда упомянутый принц утвердится на похищенном престоле своих предков, тогда он уступит бывшие прежде всего в составе нашего государства области Шемахинскую, Ширванскую, Ганджинскую, Тифлисскую и Эриванскую».

#### Захват Ширвана
В конце 1743 года Мухаммад-хан Газикумухский, создав армию дагестанцев, завладел Курахом, Дербентом и Шабраном, которые были под властью Персии. Абдал Гани-хан Афганский, полководец Надира, который защищал крепость Шабран, был убит. Мухаммад-хан двинулся дальше и занял город Ахсу, новую столицу Ширвана. В 1744 году сын Надир-шаха, Насрулла-мирза пошёл с шахским войском на Мухаммад-хана в окрестностях Ахсу. Мухаммад-хан был ранен в этом бою и позднее вернулся в Гази-кумух. Шахские войска заново заняли Дербент.
Весной 1747 года Мухаммад-хан с союзниками завладел Дербентом и Кубой. Гаджиев В. Г. писал, что в 1747 году «шах решил во что бы то ни стало наказать Мухаммад‑хана. Но вскоре в результате дворцового переворота Надир сам был убит». В 1748 году умер Сурхай-хан I. В 1760 году Мухаммад-хан вновь захватил Ширван. Мухаммад-хан как правитель, подобно своему отцу, приступил к возрождению суннитского ислама в Ширване и по его указанию на местный язык стала переводится суннитская религиозная литература, но его начинания были прерваны политическими смутами, создаваемые шиитами. В 1762 г. по всей вероятности анти-суннитское движение вынудило Мухаммад-хана навсегда покинуть Ширван.
Вскоре Шамаха, Куба и Дербент были захвачены Фатали-ханом. В это время Эльдар-бек и Шахмардан-бек Газикумухские в результате ссоры с Мухаммад-ханом перешли к Фатали-хану. Мухаммад-хан оказывал предпочтение Сурхай-беку, рождённому от дочери Абдал Гани‑хана. В последующие годы Фатали-хан оказался в конфликте с Кайтагским уцмием, Аварским нуцалом и ханом Кази-Кумуха. В 1774 году дагестанцы совершили нападение на Кубинское ханство. Большое сражение произошло на Гевдушинской долине, где погиб Эльдар-бек, Фатали-хан был разбит и отступил в город Сальян. Мухаммад-хан присоединил Кюру и Кубу к своим владениям.

#### Вторжение России
Россия, получив обращение Фатали-хана, начала боевые действия против дагестанцев. Сообщалось, что Фатали-хан отправил посла в Кизляр к генералу И. Ф. Медему и «прибегнул под защиту и покровительство российское». В 1775 году 4 марта, генерал Фридрих Медем перешёл Терек и овладел Дербентом, Курахом и Кубой. Уцмий Эмир-Гамза отступил из Дербента в Кайтаг, а Мухаммад-хан из Кубы в Гази-Кумух. В 1776 году русские войска были отозваны из Дагестана ввиду того, что «Фатали-хан примирился с Кайтагским уцмием, Газикумухским ханом и владетелем Табасарана». В 1789 году умер Мухаммад-хан. Правителем Гази-Кумуха был избран Сурхай-бек, сын Мухаммад-хана.

### Сурхай-хан II

#### Личность
Али Каяев писал: «Сурхай-хан II был алимом, хафизом, знавшим Коран наизусть. Он реставрировал три мечети в Кумухе: Бурхай мечеть, мечеть Кадия и пятничную мечеть». Мечеть в Тпиге также была отреставрирована Сурхаем. Ван Гален офицер и очевидец писал о Сурхае: «Это был человек примечательный наружности. Он был высокого роста и вид имел особенно под старость, грозный. В горах он славился обширной учёностью в мусульманском духе, а по древности рода и большими связями во всем Дагестане пользовался уважением у всех соседних народов».
Сурхай-хан II не позволил своему племяннику Аслан-беку, сыну Шахмардан-бека, унаследовать Курах. Аслан-бек бежал и позднее стал искать поддержки русских. К 1795 году Сурхай-хан II был влиятельным ханом в Дагестане с войском до 25 тыс. человек. Во владении Сурхай-хана II (1789—1820 гг.) насчитывалось 48 900 человек мужского пола.

#### Союзные отношения
С конца XVIII века разгорелся кавказский конфликт, в котором участвовали Иран, Турция и Россия. Турецкий султан послал своих эмиссаров к правителям Лакии и Аварии с предложением заключить союз. Сурхай-хан II стал союзником Турции, несмотря на то, что его приближённые отговаривали его от этого. Причиной этому, вероятно, было то, что азербайджанцы, начиная с 1775 г., в союзе с русскими стремились к захвату территорий Южного Дагестана. Правитель Аварии был вынужден вести переговоры с Россией относительно Грузии.

#### Военные действия
В 1796 году Екатерина II отправила генерал-аншефа Зубова, который захватил Кубу и Дербент. В этом году Сурхай-хан II напал на генерала Булгакова в деревне Алпан. После смерти Екатерины II русские войска вышли из южного Дагестана.
Али Каяев писал, что в 1797 году Сурхай-хан II дал крупные сражения в Карачаево-Черкесии. В ночь с 22 октября 1803 года Сурхай-хан II с войском 3 тыс. дагестанцев перешёл Алазань и напал на кабардинский батальон тифлисского полка, под командованием генерал-майора Гулякова, который отразил нападение. Гордин Я. А. писал, что «Сурхай-хан есть один из храбрейших и сильнейших лакских владельцев в Дагестане».
15 декабря 1811 года генералы Гурьев и Хатунцев осадили крепость Курах, где находился Сурхай-хан II. В полночь башня под огнём пушек рухнула. Курах был взят. Сурхай-хан II отступил в Хосрех. Генерал Хантунцев поручил управление Курахом Аслан-беку, сыну Шахмардан-бека. В 1812 году Хантунцев напал на Хосрех, откуда после боя с газикумухской армией он отступил.
В мае 1813 года Сурхай-хан II напал на Курахский гарнизон, но был отбит Аслан-беком и вернулся в Кази-Кумух. Сурхай-хан II передал управление ханством сыну Муртазали-беку, а сам уехал в Тебриз к шаху Абас-Мирзе. Сурхай-хан II не смог склонить шаха на свою сторону. Муртазали-бек формально вступил в российское подданство и заручился поддержкой народа, который был изнурён длительной войной. Сурхай-хан, вернувшись из Тебриза, устранил Муртазали-бека от власти. В 1816 году главноуправляющим кавказских территорий был назначен генерал Ермолов.
В 1818 году Кази-Кумух, Авария, Мехтула, Табасарань и Акуша заключили между собой союз против Ермолова. В 1819 году 19 октября Сурхай-хан II с 3 тысячами ополченцев напал на Чирахский гарнизон, но после боя приказал отступить. Генерал-майор Вреде восстановил опорные пункты царских войск в Бедюке, Риче и Чираге, для охраны от нападений Сурхай-хана II.
Сурхай-хан II четыре раза присягал русским, но отказывался подписывать царский трактат, и его присяги, возможно, носили условный характер. В период правления Сурхай-хана II происходили Русско-персидская война 1796 г., Русско-персидская война 1804—1813 гг., Русско-турецкая война 1806—1812 гг. и Русско-персидская война 1826—1828 гг.

#### Захват Гази-Кумуха
В 1820 году главнокомандующий на Кавказе генерал Ермолов решил захватить Гази-Кумух и поручил это задание генерал-лейтенанту Мадатову. Армия Мадатова выступила из Ширвана. К ней присоединились карабахские, кубинские, шекинские и кюринские ополчения. Сражение произошло 12 июня у села Хосрех, где Сурхай-хан II и его сыновья прочно укрепились. Генерал Мадатов подступил к Хосреху и артиллерийским огнём преодолел оборону горцев. После взятия Хосреха, Мадатов без боя занял Гази-Кумух. В 1820 году после 24 лет войны Сурхай-хана II, Газикумухское ханство было завоёвано Российской империей. Ермолов сказал по взятию Гази-Кумуха: «войска русские в первый раз появились в местах сих». Впоследствии Сурхай-хан II переправился в Персию к Фетх-Али-шаху.
Сурхай-хан II дал десятки сражений, из них наиболее крупные в Тифлисе, Хосрехе, Чирахе, Курахе, Картухе, Алазани, Кубе, Ахалцихе, Ахалкалаке, Картли, Кахетии, Карсе, Ардагане и Эрзуруме, у крепости Сурхайли в Черкессии, при падении Гянджи и при осаде Еревана.

### Аслан-хан
В 1820 году правителем Гази-Кумуха стал Аслан-хан, племянник Сурхай-хана II. Российские власти впервые объединили Кюру, из состава Табасарана, с Курахом где была ставка газикумухского правителя и создали новое Кюринское ханство в южном Дагестане. В 1826 году Сурхай-хан II вернулся из Персии. В 1827 году Сурхай-хан II умер в Согратле в возрасте 83 лет. Нух-бек покинул Дагестан и переселился в Турцию, где он умер в 1828 году.
Оказавшись в составе России, горцы столкнулись с аппаратом феодально-крепостнического государства и с тяжелым налоговым бременем. Царское управление ужесточило эксплуатацию узденей. Аслан-хан не раз запрещал передвижение царских войск через Курах и Гази-Кумух, что приводило к разорению местного населения. Такая ситуация вызвала народное восстание. Лакцами были такие политические деятели Кавказской войны, как Хаджи-Яхья, Мухаммад-Эфенди Гуйминский, Башир-бек и Бук-Мухаммад (наибы имама Шамиля).
В 1834 году Аслан-хан был временно назначен правителем Хунзаха. Мать Аслан-хана, Аймесей, была сестрой Умма-хана Аварского. Аслан-хан оставался правителем Гази-Кумуха и Кураха, и по требованию снабжал русскую армию продовольствием.

### Нуцал Ага-хан
В 1836 году правителем Гази-Кумуха стал Нуцал Ага-бек, старший сын Аслан-хана. Нуцал Ага-хан приехал на похороны отца законным ханом, назначенным русским царем. В Кюринском ханстве правил Гарун-бек, сын Тагир-бека, брат Аслан-хана. В августе этого же года Нуцал Ага-хан умер.
Русский генерал, участник Кавказской войны Александр Комаров писал: «По смерти Аслан-хана, командир отдельного кавказского корпуса и главноуправляющий гражданскою частью, генерал-адъютант барон Розен назначил ханом казикумухским и кюринским и управляющим Авариею майора Нуцал-Агу, предоставив ему все те права, которыми пользовался отец его; при этом он произведен в полковники. Для управления Аварией Нуцал-хан послал в Хунзахом, вместо Гаджи-Ягья, брата своего Магомед-Мирзу; этим и ограничилась вся его деятельность, как правителя. 20-го августа 1838 года он умер, после краткой болезни»

### Мухаммад Мирза-хан
В 1836 году Мухаммад Мирза-хан был назначен Газикумухским ханом. Мухаммад Мирза-хан получил чин полковника и инвеститурную грамоту от русского царя. Изначально считался человеком слабохарактерным и больным, не способным управлять таким нардом как лакцы. Однако после одного случая он получил уважение в народе, и его стали опасаться партии действовавшие против него. Гарун-бек, участвовавший в расправе над Муртазали который приходился свободным братом Аслан-хану, после занятия ханства Аслан-ханом, скрывался в далёких рутульских селениях. По прошедшию времени и смерти Аслан-хана, он посчитал что все уже забыли это. Давно наскучивший добровольным изгнанием он вдруг решил вернуться в Кази-Кумух, как раз когда там шли поминки Нуцал-хана. Но не успел он зайти в дворец чтоб выразить соболезнования Мухаммад Мирза-хану по поводу кончины его брата Нуцал-хана, как Мухаммад Мирза-хан обедавший в то время с Мехтулинскии ханом, так же пришедшим на соболезнования, приказал своим нукерам схватить и отрубить голову Гарун-беку. Так отомщена была кровь Муртазали-бека, а Мухаммад Мирза-хан за этот решительный и жёстокий поступок получил трепет и уважение в лакском народе.
В 1838 году Мухаммад Мирза-хан умер.

### Умму Кулсум-бике
В 1838 году правителем Гази-Кумуха стала Умму Кулсум-бике. Старая ханша почти два года сидела взаперти с преданными людьми. Представители Газикумухского духовенства явились к Умму Кулсум-бике и от имеми народа просили её взяться за государственные дела, предлагая ей в помощники Махмуд-бека, племянника Аслан-хана.
Хаджи-Яхья Газикумухский бежал к имаму Шамилю и стал одним из его наибов. Хаджи-Яхья начал вести переговоры с Махмуд-беком об оказании помощи имаму Шамилю. В русском документе того времени говорится: «Махмуд-бек и Гарун-бек вовлекли всех постепенно в теснейшие связи с Шамилем». Прушановский писал: «если кто-то был ограблен Шамилём, то достаточно было обратиться к Махмуд-беку и потерянное было всегда возвращаемо».
В 1841 году Хаджи-Яхья захватил Газикумухскую крепость и ненадолго присоединил лакские земли к имамату. В Гази-Кумух прибыл имам Шамиль. Находившиеся в Гази-Кумухе Махмуд-бек и его брат Гарун-бек, правитель Кюры, объявили себя союзниками имама Шамиля.

### Абдурахман-хан

Абдурахман-хан. Худ. Князь Григорий Гагарин 1840е

В 1841 году правителем Гази-Кумуха был избран Абдурахман-бек. Абдурахман-хан женился на дочери Нуцал Ага-хана, Шамай-бике. В 1842 году управление Кюринским ханством было поручено Юсуф-беку, брату Гарун-бека. Весной 1842 года Шамиль вторгся в ханство и получил поддержку но отошёл. Затем сделал это ещё раз, лакские аулы переходили на его сторону один за другим, пользуясь успехом имам углубился в глубь ханства и вместе со своим отрядом и присоединившимся лакскими ополченцами укрепился в селении Кули. 2 июня подошёл со своим отрядом Аргутинский и завязалось крупное сражение продолжавшееся до самой ночи. Река Хунних впереди Кули окрасилась кровью от количества тел убитых. Царские войска заняли кулинский мост и кладбище, но к самому селу не подошли из-за опасения численного превосходства противника. Шамиль и горцы заперлись в каменных саклях кулинцев, и переждав ночь, 3 июня с самого раннего утра Шамиль с войсками в спешке покинул этот аул и отходил к Кази-Кумуху, затем покинул ханство.
В 1844 году Шамиль занимает сёла Ницовкра, Дучи, Тулизма, Кулушац и Чуртах.
Летом 1847 года из Петербурга в Гази-Кумух приехал Аглар-бек, младший брат Абдурахман-хана, в чине штаб-ротмистра гвардии русской армии. Аглар-бек с юных лет находился в Петербурге в качестве заложника. Абдурахман хан был вызван в Тифлис якобы для перегоров где его арестовали, первоначально его хотели поселить в Ахалцалахе, но вскоре он умер. Ханом назначен его родной брат Аглар.

### Аглар-хан
Родился в Кази-Кумухе. В детстве был отдан в заложники(аманаты) России. При рождении мама назвала его Шахмардан. Затем было сменено Агалар-бек что после занятия ханства преобразилось Агълар-хан. Имел очень бойкий характер, ему не было даже 30 лет однако он явившись в Кумух страхом заставил все население уважать себя. Соседние с ханством горцы его так же боялись он с казикумухской армией вторгался в их пределы и помимо разбоев отбирал девушек-девочек, таким образом он морально ломал жителей соседних с ханством сёл и хуторов. В самой же и без того суровой Лакии были уставлены ещё более жёсткие правила. Все лакцы мужчины были обязаны ходить вооружёнными и иметь при себе определённое количество патронов. Попытка бегства в Шамилевский Имамат жестоко каралась. Ополчение Аглархана руководимое им лично, очень удачно отражало все попытки вторжения в ханство. Царская администрация выделяла деньги и награды особо отличившимся воинам, одна Аглархан имел настолько коварный характер, что не отдавал эти награды, держал это в строжайшей тайне, и даже всей душой ненавидел тех кто получал эти награды. Говорят после смерти хана нашли два сундука набитые теми медалями и крестами. Вообще же он употреблял все силы в том что бы унизить уздена и поднять нукера-холопа. Большая часть нукеров-холопов были отбросы общества из соседней, занятой Шамилем Аварии. Аглархан щедро награждал и одаривал их. Но и жестоко наказывал, так, когда у хана произошла кража 200 рублей, подозрение тут же упало на служащих, Аглархан провёл жуткие пытки своих нукеров, разводил на них огни, пытал коленным железом. Сделал «чашку», на бритой голове нукера, из теста сделали чашку и стали лить туда кипячённое масло. Повторяли это несколько раз, хан с любопытством смотрел на это и слушал душераздирающие стоны несчастных, которые умерли в муках, но в воровстве не сознались . Хан постоянно занимался стравливанием между собой представителей достойных лакских узденских тухумов, желая тем самым держать их в узде. Здравомыслящая часть лакского общества об этом знала, и старалась не поддаваться на провокации. Так же, хан, следил даже за такими вещами как чужие любовные отношения. Однажды увидя у своего слуги платок который хан когда то подарил своей служанке, слуга пропал без вести. Когда же в Лакии наступила тёплая погода и растаяли льды, труп того слуги всплыл в речке. Подобных расправ было очень много. Один из ханских пленников позже после ликвидации ханства описал все что с ним происходило и написал книгу в Тифлисе. Автор был посажён в яму, подвергался допросу затем же грубый ханский нукер с железным цветом лица высунув из под своего кинжала шило, проткнул ему шилом язык ввёл туда палку и в таком диком виде автор был проведён публично по лакским аулам до границы ханства. Во время этого его сопровождал отец которого поставили к сыну для пущего позора.
В 1847 году правителем Гази-Кумуха стал Аглар-бек. Хаджи-Яхья потерпел поражение от Аглар-хана в бою за Шовкра. В 1852 году предводитель лакских мухаджиров, наиб Бук-Мухаммад Газикумухский был убит на поле битвы. Он был похоронен на кладбище шахидов Кырхляр под Дербентом. На знамени Бук-Мухаммада Газикумухского, захваченном царскими войсками, была вышита надпись: «Не теряй смелости. Отнесись равнодушно к опасностям войны. Никто не умрет ранее предусмотренного часа смерти». В 1857 году при попытке сподвижников Шамиля овладеть Гази-Кумухом, Аглар-хан разбил отряды Омара Салтинского на реке Койсу. Аглархан поощрял изменников Шамилю, и вёл переговоры с некоторыми его наибами. Наиболее известный случай был когда Шамиль узнал о переписке своего наиба Кибит-Магомы и Аглар-хана. Сначала Шамиль хотел убить Кибит-Магому, но его отговорили от этого.
В 1858 году умер Аглар-хан. Так завершилось правление этого неуправляемого человека. В том числе и через территорию ханства происходило продвижение русских войск в глубь Дагестана окончившаяся пленением Шамиля летом 1859 года. Уже после завоевания Дагестана, в 1860 году Казикумухское ханство было ликвидировано «за отсутствием наследника», хотя таковые в ханском роду были, начиная с прямого наследника, Джафар-бека, сына Аглар-хана, который был ещё несовершеннолетним. В 1860 году был создан Казикумухский округ и управление поручено русскому штабс-офицеру.

### Джафар-хан
Единственный сын Аглар-хана. С юности участвовал в походах. Как и свой отец отличался в сражениях.
В газете «Кавказъ» 1858 года, писали
«По следам авангарда двигалась и вся колона. Несколько отчаянныхъ горцевъ попробовали было занять высоту, Обратная атака поставленныхъ въ засаде таягучиляровъ (фланкеровъ) Дагестанскогоконно-иррегулярнаго полка, а съ другой стороны атака, произведенная конвоемъ барона, въ одинъ мигъ расеяла горцевъ. При этомъ, четырнацати-летниій сынъ умершого недавно Агаларъ-бека, казикумыкского правителья, бойкій наездникъ и отличный стрелокъ, въ глазахъ всехъ свалилъ горца съ лошади выстреломъ изъ своей винтовки. Баронъ обнялъ восхищеннаго маленькаго удальца Джафара.»
Должен был наследовать престол отца, однако со смертью Аглар-хана, Казикумухское ханство было ликвидировано «за отсутствием наследникам», хотя таковые в ханском роду были, начиная с прямого наследника Джафара который был ещё на тот момент несовершеннолетним. В 1860 году был создан Казикумухский округ и управление поручено русскому штабс-офицеру.
В 1877 году во время восстания в Чечне и Дагестане Джафар-хан стал правителем независимого Гази-Кумуха и, собрав армию из лакцев, агулов, лезгин, табасаранцев, рутульцев и аварцев, принял решение захватить Дербент, но, не дойдя до него, узнал о поражении горцев в Леваши и других районах. Джафар-хан свернул с дербентской дороги и направился в Кайтаг.
Арест Джафара описывается следующим образом. Из материалов Али Каяева: «… Эти события происходят в самом конце восстания 1877 г. Когда князь Меликов узнал, что Джафар, сын Агалар-хана, возглавлявший восставших, возвращается из Кюри, он отправил ему навстречу два отряда милиционеров, чтобы Джафар не смог прорваться через сел. Хулисма в сторону Аварии. Отряд, под командованием Мамалава, был отправлен с той же целью в сторону Вачи-Кая.
Джафар столкнулся с отрядом Мамалава под сел. Сумбатль, при переходе перевала Яту-Ака. Когда Мамалав увидел Джафара, он слез с коня, обнял его и ска¬зал: „Я сделаю все возможное, что бы спасти тебя“. Дело в том, что ещё во времена имама Шамиля, Мамалав и его брат Абдулхалик были вынуждены бежать от него и искать защиты у Агалар-хана. Мамалав помнил об этом и хотел помочь Джафару. Однако Джафар ему ответит: „Спасти меня ты уже не силах“, но затем, повернувшсь к нему, добавит: „есть одна вещь, которую ты можешь сделать для меня — постарайся не высылать никого из рода Дурнаевых“. Мамалав твердо пообещал ему это. Затем Мамалав, обезоружив Джафара и его товарищей, доставил его в Кумух, к кн. Меликову.
А дело было вот в чём: в самом начале восстания, когда Джафар шёл в Кюру, по дороге Кули-Хосрех, везде его встречали с большим почетом и уважением. В Кули — Дурнаевы, в Хосрехе — Пянтуровы ему и его войску организовали торжественную встречу, с богатым угощением. Когда по этой же дороге, после поражения восстания, Джафар возвращался обратно и прибыл в Хосрех с намерением остановиться у Пянтуровых, ворота для него оказались заперты. Джафар возвратился обратно в Кули. Дурнаевы из Кули, в отличие от Пянтуровых, и на этот раз не изменили своему мужеству — они его приняли и приняли с ещё большим почетом и уважением, чем в первый раз. Мамалав сдержал свое слово. Ни один из рода Дурнаевых не был выслан. Одними из первых он выслал фамилию Пянтуровых».
В Кумухе Джафар-хана отчитал стоящий там со своим отрядом Меликов.
Последняя информация
Началась подготовка к казни зачинщиков, их было несколько десятков человек в том числе и Джафар. Смотреть на казнь было приведено около 2000 человек со всех сёл среднего и западного Дагестана (с каждого села должны были прийти минимум 2 человека). Было повешено 15 человек, уже стоя под висилицей Джафару и ещё 8-рым сообщили что им заменят казнь на ссылку для каторжных работ на рудники. Джафару и ещё четверым на 15 лет, остальным четверым на 10 лет.

## Экономика
Вследствие сильно изрезанного горного рельефа Лакия бедна удобной для возделывания землей. Кроме того это земля малоплодородная и своего хлеба часто не хватало даже на полгода, поэтому лакцы прикупали его у лезгин предгорья, а также у кумыков и терекеменцев на плоскости. О том, что благосостояние лакцев зависело от урожая в соседних областях, свидетельствует поговорка: «Если в Кюре голод, то и в Лакии голод». По этой причине, в XIX веке Казикумухское ханство находилось в экономической зависимости от Кюринского ханство, где казикумухцы получали хлеб.
В ханстве процветали феодальные отношение вплоть до рабства и хан на свое усмотрение мог передавать целые порабощённые сёла в частые руки. В частности, при русском ставленнике на лезгинской Кюре Аслан-хане Кюринском три лезгинских селения Стала вместе с жителями были переданы будущему зятю Имама Шамиля, Джамалутдину Казикумухскому и соответственно платили ему дань.
Агульское село Буркихан платило беку казикумухской ветви обосновавшемуся в селе. Были ряд лакских селений состоявших из ханских лагов (рабов) и раятов. Лакскими раятами из сел Тухчар, Бурши, Тулизма и тд. обрабатывались ханские земли, которые находились на территории Кумуха.
Под нажимом Сурхай хана и его нукеров жители другого агульского селения Квардал уступили хану поле «ТIунар-сув»
Ф. Ф. Симонович в 1796 году в описании Казикумуха указывает, что «Хамутай» (Сурайхан Кунбутай) кроме в натуре получаемого оброка со всех деревень, получает и пошлины с прогоняемых по его владением для пастьбы скотских пастухов до 80000 рублей ханскими деньгами. Хан казикумухский имеет в обеих провинциях (Казикумух и Кюра) последнее владение и неопределенную власть над народом.
Другое описание ханства и его экономики оставил комендант кизлярской крепости Ахвердов в 1804 году «Сей хан (Сурхайхан II) по многим надобным нам случаям начальниками нашими был ласкаем, но никогда успеху не имели; он тверд в своем законе и ненавидит христиан. Владение его в разсуждении прочих довольно обширно, так что от 7000 до 8000 может он всегда собрать войска. И против всех владельцов у него примерное то, что во всем владении его слово вор нет, так что проезжащие наши армянские купцы с шелками и другими шелковыми товарами бросают связки на улицах возле того дома, где имеют ночлег, а естьли бы кто и лошадь усталую под вьюком должен был бросить середи степи или гор, наверное, по утру же сыщет, естьли зверьми не растерзана. И таким образом народ его в совершенном повиновении, за малейшую шалость наказание у него смерть, отрубить руку или же выколоть глаза. Народ ему подвластной имеет изобильное скотоводство, а особливо в овечьих стадах, и хлебопашество богатое, делают также шелк.»
С момента основания и до 1820-го года, Казикумухское ханство получало прибыль участвуя в набегах на территорию Грузии а так же закавказские ханства. Армия Казикумухского ханства состоящая из лакцев, вуркун-даргинцев, агульцев, кюринских лезгин, арчинцев и отчасти андалалских аварцев сама, либо совместно с соседними Дагестанскими вольными обществами и ханствами объединив войска разоряла территорию Закавказья угоняла скот, личные вещи а так же военнопленных в том числе детей и женщин. Чаще всего нападения кпроисходили через Джарское общество. Джарцы жили за кавказским хребтом, однако по происхождению были дагестанцами (аварцы, цахурцы и тд) и соответственно оказывали поддержку Казикумухским и другим дагестанским армиям в набегах.
Казикумухский хан захватил гору и прилегающую территорию у соседнего с ханством даргинского селения Карбучимахи и отдал её в собственность двум другим даргинцам своим нукерам (телохранителям) одному Аштинцу и одному Кункинцу которые сначала получали с неё прибыль сами а затем это же делали и их потомки. Уже после ликвидации ханства жители Карбучимахи попросили царскую администрацию вернуть эту гору (Халадабура с включением горы Хала-дирка). Сдача земель своему же населению было основным дохода. Так же дань платили те вольные села кто нападал на население ханства. Произошло это по причине наедения Ихрехцев на лезгинские села Луткун и Ялах которые попросились состав казикумухского ханства и соответственно Сурхай считал их своими. Все три села были порабощены а население платило подать в Кумух.
За кусок шёлковой тряпки Аглархан вынудили ряд сёл вицхинского магала платить меркой пшеницы.
В последний период как и раньше по первому сигналу все жители Казикумухского ханства должны были в срочном порядке поставлять вооружённую армию (милицию) из местных мужчин. Причём одета эта милиция была интересным образом, мужчины каждого магала помимо вооружения и походных вещей одевали бараньи папахи, шубы и тд определённого цвета (чёрный, серый, коричневый и тд например Кули-Хосрехская совместная милиция — серые черкески и такие же папахи, Вачи — Каялинская — черные черкески и такие же папахи и тд.) Каждая сотня управлялась в походе своим сотенным командиром. Затем зачастую вся эта армия разоряла окрестные с ханством территории причём не делая различия между территориями подконтрольными Шамилю и территориями с царской администрацией, на любые выходки последнего хана царская администрация закрывала глаза так как он успешно противостоял Шамилю, Аглархан вторгался в подконтрольную Шамилю Аварию, рассеивал его войско и похищал целые стада баранов и безнаказанно возвращался в свои владения. Подобные акции происходили и в других владениях и даже в далеких населённых пунктах. Если армия использовалась для внешних действий то внутри своей территории хан действовал собрав нукеров. Желая заполучать что то от жителей определённого аула хан приходил туда с нукерами. Нукеры были по национальности лишь частью лакцами часть же была собрана из отбросов общества со всего Дагестана. Нукеры были хорошо вооружены, одеты, пользовались некоторыми привилегиями хан использовал их для того что бы вынудить жителей сёл что то уступить, получить без веской причины какой либо дополнительный доход с сельского общества. Однако были сёла которые не запускали к себе нукеров прогоняли их и даже убивали (Кули). Нукеры хотя и были личной гвардией хана помогавшим ему получать доход с жителей, но так же сами подвергались от него в случаи опалы жутким пыткам в частности хан резал нукерам уши, пытал коленным металлом и тд. В боевых действиях собранное наспех ополчение милиции и нукеры объединялись. С помощью нукеров захватывались целые пастбища которые за тем этим же жителям сдавались уже за плату. Был случай когда хан вместе начальником кумухской милиции Габием Кумухским и со своими милиционерами перебили торговцев Темир-хан-шуринского рынка за то что они не позволили себя грабить. Было приказно убивать всех беспощадно, но чтоб не было ружейной раны, поэтому били дубинами. На эту расправу над торговцами Габий отпустил 50 человек которые били этих продавцов персиян и евреев, а когда пришли русские, Аглархан не дал их арестовать и безнаказанно в тот же день пошёл со своей дружиной развлекаться на свадьбу В самом же Казикумухе действовал крупнейший рынок в Дагестане где по четвергам происходила масштабная торговля с прибывшими со всего Дагестана жителями. Прибывающие и уходящие тщательно проверялись. Хан лично с замка наблюдал за происходящим на рынке и даже приказывал своим нукерам избивать тех гостей столицы кто вёл себя неподобающи, рослые, физически крепкие и подготовленные нукеры таскали за шкирку провокатора а затем становясь друг на против друга били. Таким образом даже в условиях Кавказской войны рынок процветал, не было угрозы вторжения со стороны а в самом рынке пресекались малейшие провокации. Торговля приносила доход не только жителям самого Кумуха и лакцам но и агульцам, даргинцам и т. д. В условиях Кавказской войны, кумухский рынок был отдушиной для горцев желавших без риска и опасности ограбления, продать, купить, или обменять свой товар на что то нужное. Те же лакцы кто так же торговал с Имаматом Шамиля делали это по середине между территорией ханства и селом Согратль. Хан иногда разрешал лакцам торговать с жителями имамата, но чаще запрещал. Некоторые лакские сёла (Ури, Мукар и тд) а так же аварские села входившие до 1840-х в состав Казикумухского ханства (Дусрах, Арчи и тд) вошли в состав имамата после занятия их Шамилем и соответственно доход платили Имаму. Отошедшие сёла порой подвергались разорениям при столкновениях войск Шамиля с армией Аглархана. В период распада имамата они вновь вошли в состав ханства но вскоре ханство было ликвидировано.